# Banda de Música de Sabadell
La Banda de Música de Sabadell, coneguda popularment com la Banda o la Banda Municipal, és l'agrupació musical més antiga de Sabadell. Des del 1981 és una associació independent.

## Història
Els orígens es remunten al 1856, quan l'alcalde Pere Turull demana de formar un cos municipal de música que per acompanyar l'Ajuntament de Sabadell en els actes als quals assistís en corporació. El primer director fou Rafael Soler, aleshores director de la Capella de Música de l'església parroquial, que aleshores funcionava com a escola de música. D'aquesta primitiva Banda Municipal se'n tenen poques dades, però sembla que era molt irregular. Fins al 1968 la van dirigir cinc persones. I l'activitat va cessar.
Entre 1894 i 1896 va ressorgir la Banda Municipal –o Banda Infantil–, ara a redós de l'Escola Municipal de Música que s'havia creat el 1892. Del 1910 al 1913 Cebrià Cabané va tornar a crear la Banda, ara ja amb 32 músics. Tocaven moltes sardanes. El 1913 Josep Masllovet i Sanmiquel va guanyar les oposicions a director de l'Escola de Música i, consegüentment, va passar a dirigir la Banda. Mateu Rifà exercia de sotsdirector. El cos es va ampliar fins a 40 músics i es va crear la figura de solista. Durant la dictadura de Primo de Rivera, entre 1923 i 1930, la Banda feu molts concerts perquè l'Ajuntament hi feia diners. Durant la República va baixar el nombre de concerts i també el de músics; ara eren 33. Però com a director continuà Josep Masllovet. Pel 14 d'abril de 1933 estrenaren El cant català, obra de Josep Masllovet i Leandre Roura i Garriga. Del 1936 al 1939 la Banda estava al bàndol republicà i va créixer el nivell musical. A l'inici de la postguerra Masllovet és substituït per Mateu Rifà al capdavant de la Banda. L'any 1941 canvia de nom per Banda de Música de FET y de las JONS i el 1946 pren el nom d'Orquesta Clásica Municipal. Però el 1951 aquesta orquestra es va dissoldre. Poc després, l'agrupació tornà al carrer, de mans de Joan Baptista Faus i Segarra, sota el nom d'Agrupación Municipal de Música. El 1955 es redactà un nou reglament, que limitava la plantilla a trenta-cinc músics i, a més, retornava el càrrec de direcció al director de l'Escola Municipal de Música, que en aquell moment era Adolf Cabané. El grup va tornar a reviure els bons moments que havia tingut als anys 1920.
Ja en democràcia, Manuel Ortega va prendre el relleu d'Adolf Cabané, l'any 1981, i la Banda es va constituir en associació independent. Va deixar de ser, doncs, municipal i es va passar a anomenar Associació Banda de Música de Sabadell. El 2001 Bernat Castillejo va agafar-ne la batuta.